# Xabier Olaso
Xabier Olaso Bengoa (Ochandiano, Vizcaya, 13 de mayo de 1964) es un poeta y escritor español.

## Biografía
Xabier Olaso nació en Ochandiano pero a los tres años se mudó a Vitoria y tras sus estudios de magisterio trabajó como profesor en la ikastola Armentia. Sus primeros trabajos fueron en la revista literaria Amilamia.
Sobre todo ha cultivado poesía: Gauaren hegalean (1996), Urtaro (1998), Ariaren hariak (1998), Datak eta posdatak (1999), Itinerarium/Azalaren memoria (2001). Ha ganado el premio Ernestina de Champourcin de la Diputación Foral de Álava y tres veces el premio Iparragirre de los ayuntamientos de Zumárraga-Urrechua.
En 2001 publicó una colección de adivinanzas y trabalenguas para niños: Auskalo!, y después dos poemarios para niños: Pupuan trapua (2004) y Hotsateko basoa (2005). El primero de ellos, que fue galardonado con el Premio Euskadi de Literatura Infantil y Juvenil en 2005, compuesto por elaborados poemas basados en la tradición oral, dividido en dos secciones: Esna irauteko poemak y Lotarako kanta-kontuak. En 2013, ganó por segunda vez el Premio Euskadi con su libro de poemas Tximeletrak.
Durante los años 2014 y 2015, el propio escritor ha ofrecido lecturas de sus libros de la colección Ilargia Kulunkantari, dentro del proyecto Bularretik mintzora, ya que contienen poemas y son idóneos para cantar: Miau, Krokodiloa, Ilargia, Bost, Zapata, Paper-Txoria, Arbola.

## Obras

### Poesía
- Gauaren magalean (1996, Bermingham)
- Urtaro (1998, Bermingahm)
- Ariaren hariak (1998, Diputación Foral de Álava)
- Datak eta posdatak (1999, Bermingham)
- Itinerarium / Azalaren memoria (2001, Bermingham)
- Arbolail. Óscar Villán (Pamiela / Kalandraka, 2015)[8]

### Literatura infantil y Juvenil
- Auskalo! (2001, Pamiela)
- Pupuan trapua (2004, Pamiela)
- Hotsateko basoa (2005, Aizkorri)
- Gurarien esku-jolasa  (2008, Aizkorri)
- Paulen abentura miresgarria (2011, Aizkorri)
- Tximeletrak (2012, Pamiela)
- Izeko Eli eta biok (2012, Ibaizabal)
- Txuntxurrun berdeko animalien kontakizunak (Pamiela, 2014)
- Ilargian Kulunkantari bilduma (Pamiela-Kalandraka, 2014-2015)
- Erraldoiak (Elkar, 2016)
- Nik papaita, zuk papaita: (igarkizunak, olerkizunak eta igarkilimak)  (2017, Pamiela)
- Iker ikerlariaren iratzargailua (2018, Ibaizabal)
- Iker ikerlaria eta fantasia liburua (2019, Ibaizabal)
- Shan eta Shen edo bidean ikasia (2019, Ibaizabal)

## Premios
- 1995, III Concurso de Poesía de Zumárraga y Urrechua, Mostarko postalak
- 1996, XII Concurso de Poesía de Zumárraga y Urrechua, Gauaren magalean
- 1997, Premio Iparragirre de Poesía, Urtaro (Ayuntamientos de Zumárraga y Urrechua)
- 1997, VIII Concurso de Poesía Ernestina de Chanpourcin, Ariaren hariak. (Diputación foral de Álava)
- 1998, Premio Iparragirre de Poesía, Datak eta postadak (Ayuntamientos de Zumárraga y Urrechua)
- 2000, Premio Iparragirre de Poesía, Azalaren memoria (Ayuntamientos de Zumárraga y Urrechua)
- 2005, Premio Euskadi de Literatura. Literatura Infantil y Juvenil en Euskera, Pupuan trapua.
- 2013, Premio Euskadi de Literatura. Literatura Infantil y Juvenil en Euskera, Tximeletrak
- 2016, Premio de Literatura Infantil Mikel Zarate, Erraldoiak (Ayuntamiento de Lezama y editorial Elkar)